# Tepe Hissar
Tepe Hissar (Dangã) é um sítio arqueológico localizado no actual Irão, onde se deu uma repentina substituição por volta do terceiro milénio a.C. das cerâmicas pintadas usualmente encontradas por cerâmicas de cor negra que fazem pensar numa sobreposição de povos estrangeiros de povos autóctones.